# Багаран (село)
Багаран (арм. Բագարան) — село в Армавирской области, на западе Армении на армяно-турецкой границе.

## География
Село расположено на левом берегу реки Ахурян, по которой проходит граница с Турцией. Село расположено в 35 км на запад от города Армавир и в 4 км на север от села Ервандашат. На противоположном берегу реки находится турецкое село Халыкышлак района Дигор.
Название происходит от находившегося неподалёку древнего армянского города и крепости Багаран, который располагался на обоих берегах реки Ахурян и являлся столицей средневековой Армении.

## Население
Динамика населения:
| Год       | 1831 | 1897 | 1926 | 1939 | 1959 | 1970 | 1979 | 2001 | 2004 | 2009 |
| Население | 332  | 483  | 355  | 418  | 578  | 691  | 596  | 652  | 646  | 555  |

## История

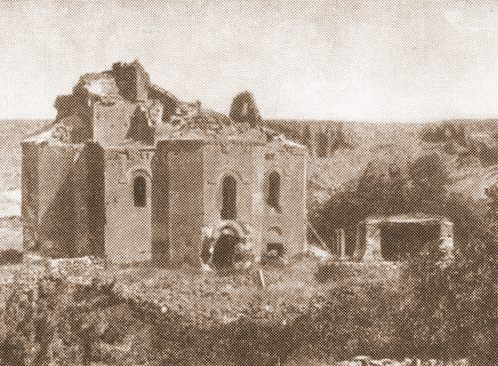
Церковь Святого Теодора (до 1923 года)

### Древность и средневековье
В согласно историку Мовсесу Хоренаци, Багаран был основан царём Оронтом IV из династии Ервандидов в III веке до н. э. Его название переводится как «Город богов». Он быстро стал религиозным центром Армении, заменив Армавир. В Багаране было сооружено множество языческих храмов, из Армавира были перенесены жертвенники языческих богов древнеармянского пантеона. После падения династии Ервандидов, и возвышения Арташесидов царь Арташес I переместил языческие памятники из Багарана в новую столицу Арташат, построенную незадолго до этого. Однако Багаран оставался важным религиозным центром вплоть до принятия христианства как государственной религии в 301 году.
Во второй половине VI века Багаран переходит во владения рода Камсараканов. В 624—631 годах по приказу князя Буда Аравегяна и его жены Анны строится церковь Святого Теодора.
Свой второй расцвет Багаран переживает во второй половине IX века, когда он на короткое время становится столицей царства Багратидов. После того как столицей стал город Ани, Багаран превратился в торговый узел по дороге из Ани на запад. В период правления Багратидов Багаран был одним из наиболее развитых центров Армянского царства. Многие члены династии Багратуни, включая Ашота I, были похоронены в Багаране.
В 1045 году Багаран, как и армянская столица Ани, был захвачен византийцами. В 1064 году Багаран был разрушен турками-сельджуками, в начале XII века был завоёван Шахарменами. Как отмечает «Гeогpaфичeско-стaтистичecкий cлoваpь Рoссийcкой Импepии» судя по надписям крепость ещё существовала в XIII веке.
В 1211 году был почти полностью разрушен Закарянами, а в 1394 году был окончательно разрушен монгольскими войсками Тамерлана.

### Современность
Иван Шопен отмечал, что согласно сведениям из "Камерального описания", составленного в 1829-1831 годах, в селе Гаджи-Байрамли Саотлинского магала Эриванской провинции проживало 52 семейства, всего 332 человек, все из которых - мусульмане ("мюгаммедане").
Как отмечает «Гeогpaфичeско-стaтистичecкий cлoваpь Рoссийcкой Импepии», село Аджи-Байрам (Гаджи-Байрам) по состоянию на 1861 год представляло собой таможенную заставу, расположенную в Эриванском уезде Эриванской губернии. Сама застава и карантин были расположены в четырёхугольной крепости, с довольно толстыми стенами. Крепость была построена при нахождении села в составе Персии.
Согласно «Сборнику сведений о Кавказе» за 1880 год в селе Хаджи-Байрам Эчмиадзинского уезда по сведениям 1873 года был 81 двор и проживало 447 человек, среди которых 232 мужского пола и 215 - женского, в основном курдов-суннитов. В селе располагались мечеть, 4 мельницы и сотенная квартира казачьего полка. Недалеко от села располагались развалины древнего города Ервандашат.
Согласно "Своду статистических данных о населении Закавказского края, извлеченных из посемейных списков 1886 года", изданному в 1893 году, в селе Хаджи-Байрам в 1886 году жило 434 курда-суннита.
К началу XX века в районе древнего города Багарана находилось село Багаран (сегодня - село Килитташи в Турции), в котором проживали преимущественно армяне. В результате событий 1918—1920 годов группа армян из этого села переправилась через реку и поселилась в селе Гаджи-Байрам, расположенном примерно в 8 км к югу от древнего города.
К началу XXI века население села занято преимущественно животноводством и садоводством. Есть церковь Святой Шушаник, находящаяся в полуразрушенном состоянии. Отсутствует газ, питьевая вода, имеются проблемы с подачей электричества и работой транспорта.